# Pseudarbela semperi
Pseudarbela semperi är en fjärilsart som beskrevs av Christian Johannes Amandus Sauber 1902. Pseudarbela semperi ingår i släktet Pseudarbela och familjen säckspinnare. Inga underarter finns listade i Catalogue of Life.